# Juan Hernández Navarrete
Juan Hernández Navarrete est un boxeur mexicain né le 24 février 1987 à Morelia.

## Carrière
Passé professionnel en 2004, il est champion d'Amérique du Nord des poids pailles NABF entre 2006 et 2016 mais échoue face au champion du monde WBC de la catégorie, Kazuto Ioka, le 10 août 2011. Navarrete monte alors de catégorie et remporte le titre vacant de champion du monde des poids mouches WBC le 4 mars 2017 en battant par arrêt de l'arbitre au 3e round Nawaphon Kaikanha. Il est en revanche battu dès le combat suivant au 6e round par Daigo Higa le 20 mai 2017.